# Mitteltorturm (Dillingen an der Donau)

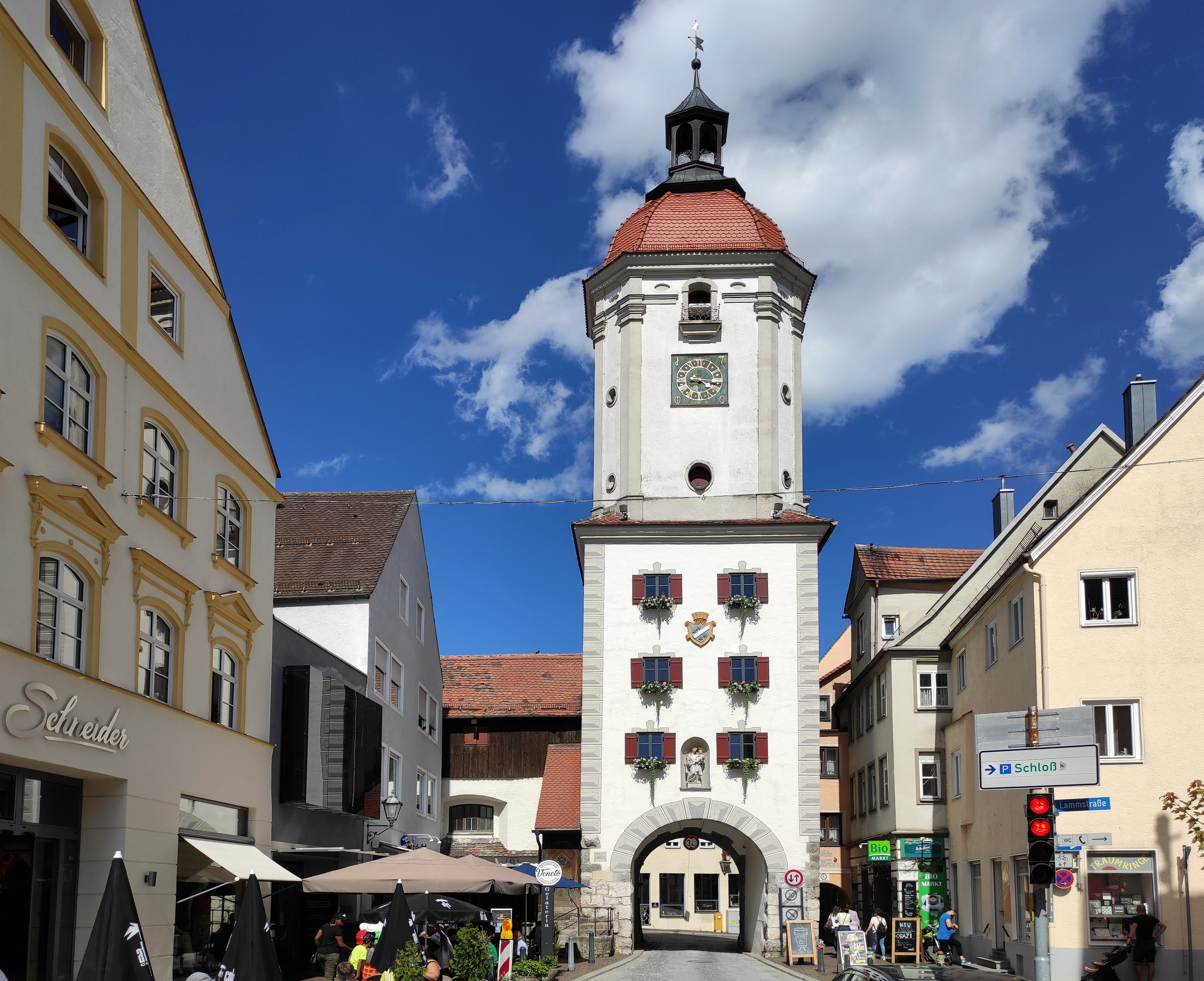
Stadtseite des Mitteltorturms in Dillingen an der Donau

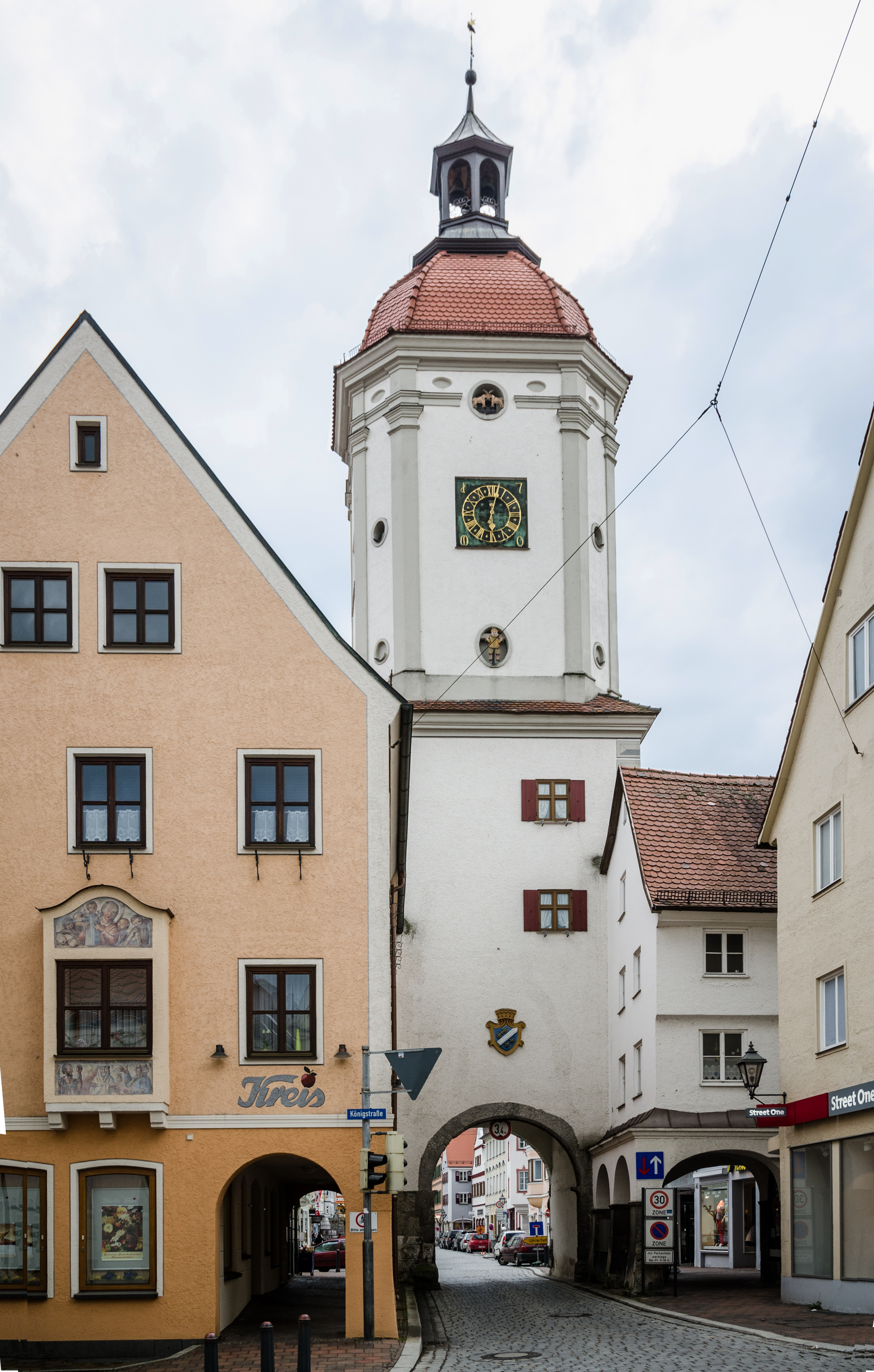
Feldseite

Der Mitteltorturm in Dillingen an der Donau, der Kreisstadt des Landkreises Dillingen an der Donau im Regierungsbezirk Schwaben in Bayern, wurde um 1500 als Teil der ehemaligen Stadtbefestigung errichtet. Der Torturm an der Ostseite der Altstadt mit der Adresse Königstraße 25 ist ein geschütztes Baudenkmal.
Der Torturm des sogenannten Mittleren Tores hat einen viergeschossigen quadratischen Unterbau aus Buckelquadermauerwerk mit drei oktogonalen, pilastergegliederten Obergeschossen. Der Turm wird von einem geschwungenen Helm mit sechseckiger Laterne abgeschlossen.
Der Unterbau des Torturms stammt im Kern aus dem 13. Jahrhundert, der ältesten Befestigungsperiode zugehörend, und wurde um 1500 umgebaut. Die Oktogongeschosse und die Haube wurden im Jahr 1754 errichtet. Der Turm wurde auch als Gefängnis genutzt, was erstmals 1680 schriftlich überliefert ist.
Die Steinfigur des heiligen Josef mit Jesuskind in einer Nische an der Stadtseite trägt die Jahreszahl 1719.
Beim Brand im Jahr 1753 erlitt der Turm schwere Schäden, der Wiederaufbau gab ihm endgültig sein heutiges Aussehen. Die jetzige Turmuhr, die eine astronomische Uhr vermutlich aus dem 16. Jahrhundert ersetzte, wurde 1854 von Johann Mannhardt in München gefertigt.